# Ghost Hound
Ghost Hound (神霊狩/GHOST HOUND Shinreigari/Gōsuto Haundo?) es una serie anime, creada por Production I.G y Masamune Shirow, conocido por ser el creador de la serie Ghost in the Shell. La idea original, concepto y diseño fueron desarrollados por primera vez por Shirow en 1987.
La serie está integrada por el director Ryūtarō Nakamura (Serial Experiments Lain, Los viajes de Kino), el guionista Chiaki J. Konaka (Serial Experiments Lain, Texhnolyze, The Big O), diseñador de personajes y jefe director de animación Mariko Oka (Jigoku Shōjo) y director de arte Hiromasa Ogura (Spirit of Wonder, Jin-Roh, Ghost in the Shell). Se estrenó el jueves, 18 de octubre de 2007 en el canal japonés WOWOW a las 23:30 JST. Una adaptación manga, con arte de Kanata Asahi, ha sido serializada en la revista Comic Blade, de la editorial Mag Garden.

## Argumento
En la modesta ciudad de Suiten, situada en una remota región montañosa en la isla de Kyūshū, la realidad y el reino de los espíritus colisionan. Fantasmas y sucesos paranormales aparecen en el mundo real, a través de la ciudad. Tres muchachos de secundaria, Tarō, Makoto y Masayuki, quienes han sufrido experiencias traumáticas durante su infancia, investigan los extraños sucesos. Juntos, llegan al reino de los espíritus, o «Mundo invisible», a pesar de que los humanos no pueden entrar. A los tres jóvenes se le permite la entrada para que encuentren la solución a sus traumas. El sacerdote Shinto local y su hija, Miyako, también se encuentran implicados en los sucesos.

## Personajes
Tarō Komori (古森 太郎 Komori Tarō?)
Voz por: Kenshō Ono
Tarō es el protagonista principal. Es un niño de 14 años con narcolepsia, quien se presenta siempre como un chico amable y educado. Fue secuestrado junto con su hermana mayor Mizuka hace 11 años, el 22 de septiembre de 1996, pero solo Tarō fue rescatado con vida. Desde entonces, sufre de experiencia extracorporal durante el sueño y tiene la costumbre de registrar lo que ve durante ella en una grabadora, con el fin de averiguar la razón de esto. En la actualidad, busca la ayuda de la psicóloga de la escuela para resolver y recordar los detalles de ciertos sueños. Quiere ver a su hermana una vez más en el mundo invisible, ya que hay cosas que desea saber. 
Makoto Ōgami (大神 信 Ōgami Makoto?)
Voz por: Sōichirō Hoshi
Makoto es el silencioso pero irascible muchacho que evita el contacto con sus compañeros de clase y asiste muy rara vez a la escuela. Un pariente de Tarō le une a la rama de la familia Ōgami. Tiene experiencia extracorporal, al igual que Taro y Masayuki. La familia de Makoto fundó una religión de la que su anciana abuela actualmente es la líder, y desea que Makoto le suceda, aunque Makoto no está interesado. En una consecuencia directa del secuestro de los hijos Komori, su abuela le contó a la policía dónde se encontraban secuestrados; y su padre se suicidó poco después de que encontraran a los niños, aunque las circunstancias de su muerte son desconocidos. Makoto, posteriormente, fue quien descubrió el cadáver ensangrentado de su padre, que se tradujo en un hecho traumático para él. Actualmente, quiere conocer más sobre las circunstancias de la muerte de su padre.
Masayuki Nakajima (中嶋 匡幸 Nakajima Masayuki?)
Voz por: Jun Fukuyama
Recientemente transferido a la escuela de Tarō y Makoto desde Tokio, Masayuki trata de hacer amistad con ambos, debido a un interés en investigar el incidente del secuestro. Aunque inicialmente fue ignorado, trata de encontrar las circunstancias que rodearon el incidente de secuestro y de la razón detrás de su experiencia extracorporal. Tiende a ser muy confiado, y al principio es un poco arrogante y grosero. Ha tenido miedo a las alturas desde que indujo a alguien a suicidarse saltando desde el tejado de la escuela, y la víctima dejó un mensaje en la pizarra maldiciendo a Masayuki. Él reconoce que huyó de Tokio por el mensaje. En lugar de sentimientos de culpa, está enojado con el estudiante por convertirlo en un asesino, un hecho que no puede salir de su conciencia. Está, sin embargo, muy decididos a superar este problema y trata de varias maneras, en especial parándose en el borde del tejado de la escuela, para curar su miedo a las alturas. También durante su tiempo libre juega con una pantalla de realidad virtual que simula un vuelo por las alturas.
Miyako Komagusu (駒玖珠 都 Komagusu Miyako?)
Voz por: Akiko Yajima
Miyako es una joven misteriosa con la habilidad de ver fantasmas. De alguna manera, es capaz de ver el espíritu de Tarō, así como haber sido capaz de sentir cuando los tres muchachos entraron en el mundo invisible por primera vez. Ella vive en un santuario, donde parece haber una gran cantidad de actividad paranormal que lo rodea, y con regularidad ayuda a su padre con los exorcismos y hechos similares. Actúa de forma bastante madura para su edad, a menudo reprendiendo a los chicos mayores por actuar infantil, e incluso regaña a su padre por beber demasiado.
Takahito Komagusu (駒玖珠 孝仁 Komagusu Takahito?)
Voz por: Yasunori Matsumoto
Takahito es el padre de Miyako. Ha impartido clases como profesor auxiliar en una universidad de Tokio, donde Reika Otori era una de sus estudiantes. Está preocupado por la salud psicológica a largo plazo de Miyako y ha hablado tanto con Otori como con Hirata sobre ello. Fue uno del grupo de adolescentes que inicialmente visitaron el hospital abandonado después de la construcción de la represa. 
Ryōya Komori (古森 良弥 Komori Ryōya?)
Voz por: Fumihiko Tachiki
Ryōya es el padre de Tarō, y dueño de una fábrica de sake bien famosa. Parece que ha sabido manejar el incidente mucho mejor que su esposa. Tiene preocupaciones acerca de una planta cercana, que sabe que puede dañar su negocio debido a los residuos que desechan en el río, ya que el agua limpia es necesaria para la fabricación de sake.
Miki Komori (古森 美樹 Komori Miki?)
Voz por: Sakiko Tamagawa
Miki es la madre de Tarō. Aunque su hija Mizuka murió hace ya once años, esta aún muy dañada emocionalmente por ello, y tiende a mostrar una contracción involuntaria de un ojo siempre que se mencione a Mizuka. También necesita tomar medicamentos para ayudar a dormir, y, aparentemente, no puede soñar debido a esto.
Atsushi Hirata (平田 篤司 Hirata Atsushi?)
Voz por: Yoshinori Fujita
Hirata es el nuevo psicólogo de Tarō y terapeuta. Un excéntrico psicólogo clínico de una universidad de Tokio, que introduce la mayor parte de la terminología psicológica de la serie y, al parecer, está interesado en los sueños de Tarō como un medio para apoyar sus propias teorías. Al principio, no cree en las experiencias extracorporales. Más tarde, empieza a admitir que puede haber un componente sobrenatural, y que la tierra de la montaña donde se encuentran puede ser el desencadenante de estos eventos.

## Lanzamiento

### Anime
Ghost Hound se inició como una serie anime desarrollada por Production I.G, ideada por Masamune Shirow. Su emisión original fue por el canal japonés WOWOW del 18 de octubre de 2007 al 2 de abril de 2008, constando de 22 episodios. También ha sido transmitida vía streaming en Estados Unidos por Hulu y Anime Network; y televisada en España por el canal Buzz en 2009. Así mismo se le puede encontrar en el proveedor de contenido vía internet, Netflix.

### Manga
La adaptación al manga, bajo el nombre de Ghost Hound: Another Side (神霊狩 ANOTHER SIDE Shinreigari ANOTHER SIDE?) fue llevada a cabo por Kanata Asahi y serializada en la revista Comic Blade, de la editorial Mag Garden, en 2007. Se recopila en 2 tankōbon.

### Videojuego
Un juego basado en Ghost Hound por 5pb. fue lanzado el 31 de julio de 2008 para Nintendo DS.

## Enlaces
- Página oficial (en japonés)
- Ghost Hound en WOWOW (en japonés)
- Ghost Hound en Production I.G (en japonés)

- Datos: Q613823